# Estação Maelbeek

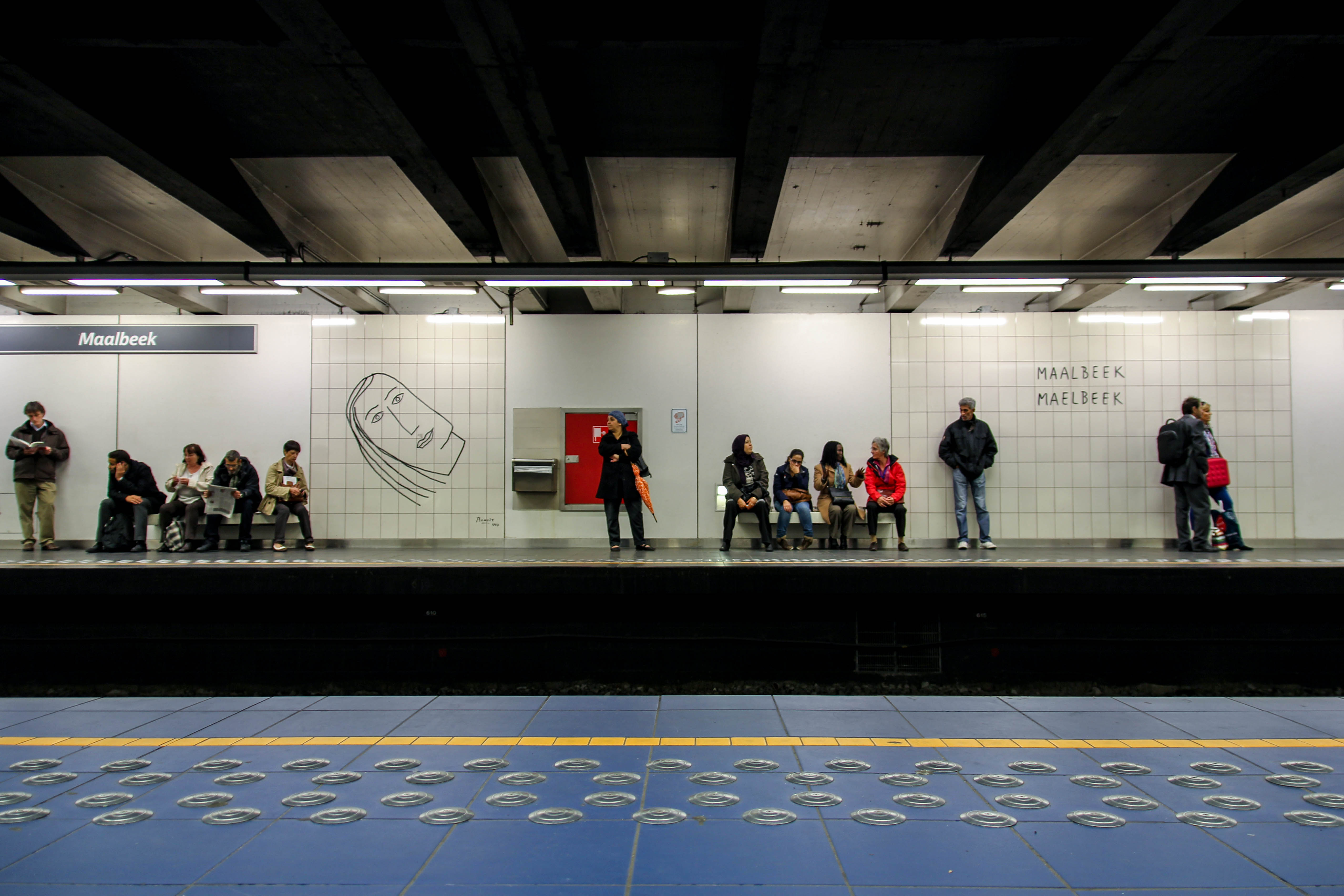
A estação Maelbeek/Maalbeek.

Maelbeek (fr) ou Maalbeek (nl) é uma estação das linhas 1A e 1B do Metrô de Bruxelas.

## Interior e arte
As paredes das plataformas de Maalbek estão decoradas com azulejos brancos fabricados em Portugal. Benoît Van Innis foi o autor de oito retratos nas paredes desta estação de metro.

## Acontecimento
No dia 22 de março de 2016 a estação sofreu um ataque terrorista, na sequência dos Atentados em Bruxelas em março de 2016, provocando 20 mortos e mais de 100 feridos.